# Мол (морски термин)
Вижте пояснителната страница за други значения на мол.
Мол (на италиански: molo, от латински: mōlēs – голям насип, скала; на англ.: mole) е хидротехническо съоръжение за защита на акваторията на пристанище от вълнение, свързано в единия си край с брега. На мола от защитената му страна могат да бъдат обособени места за заставане на кораби (кейове) и разположени товаро-разтоварни съоръжения като кранове и др.
В българския език думите мол, буна и вълнолом са близки по значение синоними. По-често се използват думите вълнолом и буна, като буна се нарича по-малък по размери мол (вълнолом). В последните години думата мол се употребява изключително като название на търговски център и много рядко за обозначаване на хидротехническо съоръжение.
Ако трябва да се направи уточнение за вълнолом, то е че вълноломът има предимно брегозащитна функция и може да бъде отделен от брега, например да бъде построен успоредно на брега на някакво разстояние. В английския език думите mole и breakwater са с обособени значения, докато в българския език се ползва предимно думата вълнолом.
В пристанища, които са разположени на открит морски бряг, се строят два сходящи или паралелни мола. Ако пристанището е разположено в залив, бреговете на който частично пазят акваторията от вятър и вълни, обикновено има само един мол. Такива пристанища в България са Варненското и Бургаското. Основните съоръжения там за защита от морето се наричат вълноломи. От защитената им страна има обособени яхтени пристанища и кейови места за малки кораби.
В България са известни няколкото малки мола, наречени буни, построени през 1980-те години северно от гр. Варна. Освен за брегозащитни функции, някои от буните там се ползват и за заставане на малки лодки.

## Конструкция
Конструкцията и типа на мола основно се определя от хидрологическия режим и геологическите условия на района, където е разположено пристанището.
Има следните видове молове:
- насипен тип, построен от натрупани камъни или бетонни блокове (в България бетонните блокове са известни като тетраподи[2] и тетраедри);
- вертикален тип във вид на стени, направени от каменна зидария, или стоманобетон; с каменна зидария са изградени Варненският и Бургаският вълнолом.
- комбиниран тип (съчетание от първите два типа).

На най-издадената част от мола в морето често се поставят навигационни знаци и светлини.

## Известни молове по света
Най-старият известен мол в света е в Уади ал-Джарф (англ.: Wadi al-Jarf, араб.: وادي الجرف), древен египетски пристанищен комплекс на Червено море, на около 120 км южно от Суец, построен ок. 2500 пр.н.е. по времето на фараона Хеопс.

### Хептастадият
Забележителен в древността е бил Хептастадият (англ.: Heptastadium, гр.: Ὲπταστάδιον, в превод - седем стадия), огромен насип, построен през 3-ти век пр. н. е. в град Александрия, Египет, свързвайки града с остров Фарос, на който остров се намирал Александрийският фар. От двете страни на така създалия се полуостров са се оформили две пристанища. В зависимост от това, от коя страна е духал вятърът и са идвали вълните, древните жители на Александрия са използвали по-защитения залив за пристанище. Смята се също, че Хептастадият е служил като акведукт по времето, когато остров Фарос е бил обитаван. Геофизичните изследвания показват, че той е бил част от пътната мрежа на древния град. Затлачването през вековете довежда до изчезването на бившата дига под няколко метра натрупана тиня и почва. Сега на това място е построена част от съвременния град Александрия.

### Венецианският мол
Построен по-скоро като кейова стена, отколкото като вълнолом, той също се нарича мол (ит,: Molo di Venezia).